# Keszet 12

Logo Keszet 12

Keszet 12, 12 ערוץ – izraelski kanał telewizyjny free-to-air. Został uruchomiony 1 listopada 2017 jako jeden z dwóch zamienników Channel 2.

## Historia
Channel 2 był obsługiwany przez Drugi Urząd ds. Telewizji i Radia, ale był programowany przez dwie rotacyjne firmy, Keszet i Reszet.  W ramach większej serii reform systemu izraelskiego w celu zwiększenia różnorodności i konkurencji, Channel 2 został zamknięty, a obu koncesjonariuszom przyznano własne, niezależne kanały. Keszet 12 oficjalnie wystartował 1 listopada 2017 r. Wraz z Reszet 13. Israel Television News Company kontynuowała dostarczanie programów informacyjnych dla obu kanałów do 16 stycznia 2019, kiedy to HaHadaszot 12 powstał po połączeniu Reshet 13 i Channel 10.